# Trigonospora sericea
Trigonospora sericea là một loài thực vật có mạch trong họ Thelypteridaceae. Loài này được (J. Scott ex Bedd.) Holttum miêu tả khoa học đầu tiên năm 1974.